# Pavel Vařeka
Pavel Vařeka (* 17. července 1967 Praha) je český archeolog a vysokoškolský pedagog, v letech 2009 až 2017 děkan Fakulty filozofické Západočeské univerzity (FF ZČU).

## Děkan
V roce 2009 byl akademickým senátem fakulty zvolen děkanem FF ZČU, když se ziskem 11 z 15 hlasů porazil kandidátku Šárku Cabadovou-Waisovou. Funkce se ujal v listopadu 2009, když nahradil politologa Ladislava Cabadu. Krátce po zvolení do funkce se Vařeka zasazoval o setrvání budovy fakulty na současné adrese, proti čemuž se stavěl rektorát Západočeské univerzity. Funkci děkana Vařeka obhájil v roce 2013, když ve volbách opět porazil Šárku Waisovou a také bývalého děkana Iva Budila. Ve funkci skončil v roce 2017, když jej nahradil politolog David Šanc.

## Odborná činnost
Ve své odborné činnosti se Vařeka zaměřuje zejména na archeologické nálezy z období středověku a novověku. Dále ve svém oboru zaměřuje zejména na sídla, jednotlivé domy nebo na metody terénního výzkumu. K roku 2025 působil jako vedoucí Katedry archeologie FF ZČU.